# Šoko Hamadaová
Šoko Hamadaová (japonsky 浜田 彰子) je bývalá japonská fotbalistka.

## Reprezentační kariéra
Za japonskou reprezentaci v roce 1986 odehrála 2 reprezentační utkání.

## Statistiky
| Japonsko | Japonsko | Japonsko |
| Roky     | Záp.     | Góly     |
| -------- | -------- | -------- |
| 1986     | 2        | 0        |
| Celkem   | 2        | 0        |